# Мислібожиці (Опольське воєводство)
Мислібожиці (пол. Myśliborzyce, нім. Luisental) — село в Польщі, у гміні Любша Бжезького повіту Опольського воєводства.
Населення — 159 осіб (2011).

## Демографія
Демографічна структура станом на 31 березня 2011 року:
|          | Загалом | Допрацездатний вік | Працездатний вік | Постпрацездатний вік |
| -------- | ------- | ------------------ | ---------------- | -------------------- |
| Чоловіки | 80      | 19                 | 55               | 6                    |
| Жінки    | 79      | 16                 | 48               | 15                   |
| Разом    | 159     | 35                 | 103              | 21                   |